# عون بن علي
عون بن علي بن أبي طالب، الشهير بـعون الأصغر، هو أبن علي بن أبي طالب، أمه أسماء بنت عميس، وذكر محمّد صادق محمّد الكرباسي في كتابه معجم أنصار الحسين أنه ولد 16 هـ. وروي البعض أن علي في أيام خلافته في الكوفة كلفه بتولي الحد على شارب الخمر. وقد احتمل الكرباسي أن عمره 20 سنة حين قام بتولي الحد على شارب الخمر، وأن عون الأكبر هو الذي كفله علي وليس عون الأصغر، وورد في بعض الكتب أنه  قُتِلَ في معركة كربلاء في نصرة أخيه الحسين بن علي.
و حسب ما ذكر صاحب كتاب بطل العقمي ومحمد صادق محمد الكرباسي وغيره من علماء الشيعة والنسابة وأن لعلي عون الأصغر وعون الأكبر وعون الأكبر قُتِلَ في غزوة النهروان.